# Claudia Gesell
Claudia Gesell (née le 18 décembre 1977 à Tirschenreuth) est une athlète allemande spécialiste du 800 mètres.

## Carrière

### Palmarès
| Année | Compétition                    | Lieu     | Résultat | Épreuve   | Performance   |
| ----- | ------------------------------ | -------- | -------- | --------- | ------------- |
| 1996  | Championnats du monde junior   | Sydney   | 1re      | 800 m     | 2 min 02 s 67 |
| 1996  | Championnats du monde junior   | Sydney   | 1re      | 4 x 400 m | 3 min 31 s 12 |
| 1997  | Championnats d’Europe espoirs  | Turku    | 4e       | 800 m     | 2 min 03 s 76 |
| 1999  | Championnats d’Europe espoirs  | Göteborg | 1re      | 800 m     | 2 min 03 s 05 |
| 2002  | Championnats d’Europe          | Munich   | 5e       | 800 m     | 2 min 00 s 51 |
| 2003  | Championnats du monde          | Paris    | 5e       | 800 m     | 2 min 01 s 84 |
| 2005  | Championnats d’Europe en salle | Madrid   | 6e       | 800 m     | 2 min 04 s 06 |

### Records
| Épreuve      | Performance   | Lieu       | Date         |
| ------------ | ------------- | ---------- | ------------ |
| 800 mètres   | 1 min 58 s 34 | Leverkusen | 20 août 2000 |
| 1 000 mètres | 2 min 36 s 84 | Bruxelles  | 30 août 2002 |

| Épreuve      | Performance   | Lieu         | Date            |
| ------------ | ------------- | ------------ | --------------- |
| 800 mètres   | 2 min 01 s 72 | Sindelfingen | 20 février 2005 |
| 1 500 mètres | 4 min 20 s 72 | Stuttgart    | 29 janvier 2005 |